# Пам'ятник Тарасові Шевченку (Джуринська Слобідка)
Пам'ятник Тарасові Шевченку в Джуринській Слобідці — погруддя українського поета Тараса Григоровича Шевченка в селі Джуринська Слобідка Чортківського району на Тернопільщині.
Пам'ятка монументального мистецтва місцевого значення, охоронний номер 627.

## Опис
Пам'ятник споруджено 1960 року. 
Погруддя виготовлене з гіпсу, висота — 1 м, постамент — із каменю, висота — 2,3 м.
Погруддя масового виробництва.